# Kempita
La kempita és un mineral de la classe dels halurs que pertany al grup de l'atacamita. Rep el seu nom de James Furman Kemp (1859-1926), geòleg miner nord-americà i professor de geologia de la Universitat de Colúmbia.

## Característiques
La kempita és un halur de fórmula química Mn2+
2(OH)₃Cl. Va ser aprovada com a espècie vàlida per l'Associació Mineralògica Internacional l'any 1924. Cristal·litza en el sistema ortoròmbic. La seva duresa a l'escala de Mohs és 3,5. Forma una sèrie de solució sòlida amb la hibbingita. És el segon mineral clorur purament de manganès després de l'scacchita.
Segons la classificació de Nickel-Strunz, la kempita pertany a «03.DA: Oxihalurs, hidroxihalurs i halurs amb doble enllaç, amb Cu, etc., sense Pb» juntament amb els següents minerals: atacamita, melanotal·lita, botallackita, clinoatacamita, hibbingita, paratacamita, belloïta, herbertsmithita, kapellasita, gillardita, haydeeïta, anatacamita, claringbul·lita, barlowita, simonkol·leïta, buttgenbachita, connel·lita, abhurita, ponomarevita, anthonyita, calumetita, khaidarkanita, bobkingita, avdoninita i droninoïta.

## Formació i jaciments
Va ser descoberta a l'Alum Rock Park, al districte Black Wonder del comtat de Santa Clara, a Califòrnia, Estats Units. També ha estat descrita al dipòsit de coure i níquel de Talnakh, a Taimíria, i al dipòsit de ferro de Korshunovskoye, a l'óblast d'Irkutsk, tots dos subjectes federals de Rússia. Només ha estat descrita en aquests tres indrets.